# Bataille de Pontcharra
La bataille de Pontcharra a lieu le 17 septembre 1591 en la ville éponyme dans le cadre des guerres de Religion. Elle oppose l’armée royale commandée par Lesdiguières à l’armée du duc de Savoie Charles-Emmanuel commandée par son frère Don Amédée, renforcée de contingents espagnols, napolitains et milanais commandée par d'Olivares. Malgré la supériorité numérique de l'armée hispano-savoyarde, celle-ci est mise en déroute.

## Contexte
Après la mort d’Henri III, une majorité de la France refuse Henri de Navarre comme roi, car protestant. La Ligue prend le pouvoir dans la plupart des villes, et facilite l’entrée du duc de Savoie en Provence, où le Parlement lui donne les pouvoirs civils et militaires, après sa victoire à Riez, à la fin de l'année 1590. Lesdiguières et le duc d’Épernon le battent au début de 1591 à Esparon et à Vinon.

## La bataille
Le 17 septembre au soir, les deux armées sont face à face. Lesdiguières et ses lieutenants Poligny, Mures, Morges, Briquemaut, Valouses ne disposent que de 6 000 hommes face à l'armée de don Amédée et d'Olivares forte de 15 000 hommes, dont 1 500 Espagnols, 2 000 Napolitains et 3 000 Milanais.

## Unités
Royaume de France
- Régiment de Bonne
- Gardes de Lesdiguières (François Philibert de Charance)

## Sources
- Ch.Dufayard, Le connétable de Lesdiguières, Paris, 1892
- E.Escalier, Lesdiguières, dernier connétable de France, Lardanchet, 1946